# Huaiyuan
För andra betydelser, se Huaiyuan (olika betydelser).
Huaiyuan, tidigare romaniserat Hwaiyüan, är ett härad i staden Bengbu i provinsen Anhui i östra Kina.
Häradet är indelat i 15 köpingar, tre socknar och två administrativ enhet på sockennivå.
Köpingar (zhen):

- Bailianpo (白莲坡镇)
- Baoji (包集镇)
- Changfen (常坟镇)
- Chenji (陈集镇)
- Chuji (褚集镇)
- Feinan (淝南镇)
- Gucheng (古城镇)
- Heliu (河溜镇)
- Jingshan (荆山镇)
- Liucheng (榴城镇)
- Longkang (龙亢镇)
- Shuangqiaoji (双桥集镇)
- Tangji (唐集镇)
- Wanfu (万福镇)
- Weizhuang (魏庄镇)

Socknar (xiang):

- Feihe (淝河乡)
- Lanqiao (兰桥乡)
- Xuxu (徐圩乡)

Områden på sockennivå:

- Huaiyuan Jingji Kaifaqu (ekonomisk utvecklingszon) (怀远经济开发区)
- Longkang Nongchang (bondgård) (龙亢农场)